# 武城村石碑楼
武城村石碑楼，位于山西省运城市稷山县稷峰镇武城村东北，为武城村的地理标志，毗邻武城村段氏节孝坊。
武城村石碑楼建于清道光七年（1827年），坐南向北，面宽三间，进深两椽，高9.3米，单檐歇山顶。碑楼内立有三通方柱形的四铭德行碑，青石质，螭首龟趺座，高2.26米，碑文记载段秀锐、段秀章等段氏父子三人的功业以及致富以后在乡里的种种善行义举。四面盘龙碑首均已被盗。
其中段秀章德行碑，位于段氏碑楼内东侧，额题“花诰溢芳”，碑文“诰文化奉之大夫武德佐骑尉段讳秀章字发德行碑”。
碑楼共6副楹联，有阳刻、阴刻，字体有楷书，大篆，小篆，隶书等，字迹苍劲优美:
“奕叶荷龙文岳峙渊渟徵瑞色，云礽瞻凤彩日华霞绮萃恩光”

“人瑞迓天庥为善早知身范立，国恩馀庆砺行行久听口碑真”

“月旦著芳声持己堪追伯高范，云天推雅利人还效仲伯连风”

“忠厚永家传百代箕裘绍绪，宠荣光世泽万年綧绶扬华”

“孝友久敦二点真心笃庆，恩荣叠受千秋德行扬休”

“硕德远猷名与姑山并寿，光前裕后泽根汾水同源”。
2006年8月18日，武城村石碑楼公布为稷山县文物保护单位。